# Troupes de montagne (France)
Les troupes de montagne sont une subdivision de l'Armée de terre française constitué par l'ensemble des unités spécialisées dans le combat en montagne et par grand froid. Les soldats de montagne sont issus de l'arme de l'infanterie, mais aussi de l'arme blindée cavalerie, du génie, de l'artillerie, des transmissions, du matériel, du train et du service de santé des armées (SSA) pour les centres médicaux stationnés dans les Alpes. Quelle que soit leur arme, et à l'exception des sapeurs-légionnaires du 2e régiment étranger de génie qui ont conservé le béret vert, les soldats de montagne sont reconnaissables à leur large béret alpin d'origine béarnaise, bleu nuit, surnommé la « tarte » qu'ils portent depuis leur naissance à la fin du XIXe siècle. L'insigne diffère selon l'arme d'appartenance.
Créées en 1888 pour défendre la frontière des Alpes face à la menace italienne et ses Alpini, les troupes de montagnes ont connu de nombreuses réorganisations et compté de nombreuses unités différentes dans leur histoire. Les dernières unités existantes sont aujourd'hui principalement regroupées au sein de la 27e brigade d'infanterie de montagne,. Le 7e régiment du matériel (COMMF), le 511e régiment du train (COMLOG) et les centres alpins du SSA sont des unités du 2e cercle montagne-grand froid.
Les troupes de montagne possèdent leur propre musée à Grenoble ainsi que leur mémorial au mont Jalla. Depuis 1932, l'École militaire de haute montagne de Chamonix forme les cadres des troupes de montagne.

## Historique des troupes de montagne

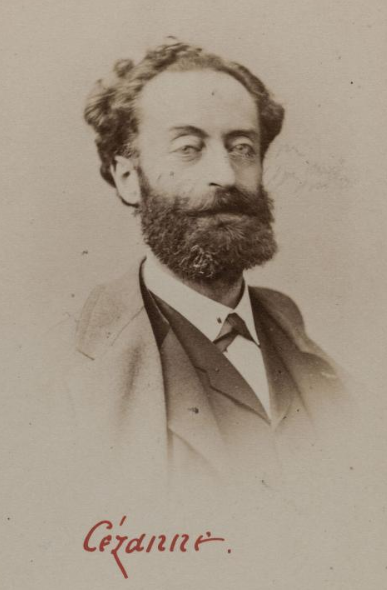
Le député Ernest Cézanne, président du CAF

### Les origines
Le 24 septembre 1876, un rapport alarmant du général Henri Berge, chef du service de l'artillerie, au ministère de la Guerre fait état du retard pris par la France sur le royaume d'Italie dans l'organisation de la défense de la frontière des Alpes. En effet, en1872, la République italienne a créé le corps des Alpini.
Dès 1873, l’Embrunais Ernest Cézanne, député des Hautes-Alpes et cofondateur du Club alpin français (CAF) s'en était déjà inquiété. La même année, il dépose une proposition de loi pour obtenir le détachement de troupes d'élite sur les Alpes pour faire face à ces « agiles tirailleurs piémontais » [les Alpini]. Il préconise par la suite une inscription alpine s'inspirant de l'inscription maritime qui permettrait de laisser « le montagnard sur son roc come le marin sur la mer ». Contraintes budgétaires, conservatismes et priorité donnée à la défense de la frontière Est vont enterrer ce projet pendant près de 15 ans.
En 1879, le lieutenant-colonel Charles Zédé commandant la place de Briançon, persuade le général Bourbaki, gouverneur militaire de Lyon, de faire séjourner le 12e bataillon de chasseurs à pied (BCP), unité très aguerrie de retour d'Algérie et 3 bataillons issus des 52e, 72e et 97e RI ainsi que deux batteries d'artillerie dans les hautes vallées du Briançonnais.
Le commandant Paul Arvers qui commande le 12e BCP est un montagnard confirmé, membre du CAF de Lyon, va toujours rester en pointe de cette expérimentation. Avec ses chasseurs, il va parcourir les Alpes du nord au sud, franchir de nombreuses passages et cols etc. En 1885, le 12e BCP est admis comme membre d'honneur du CAF.
Face à la menace italienne grandissante, la loi du 24 décembre 1888, dont Paul Arvers est à l'origine, officialise l'existence des troupes de montagne,. Cette loi donne une existence légale à ce qui devient l'« armée des Alpes », formée des troupes des 14e (Lyon) et 15e corps d'armée (Marseille). Plusieurs unités sont spécialisées dans le combat en montagne pour défendre la frontière :
- douze bataillons de chasseurs à pied (les 6e, 7e, 11e, 12e, 13e, 14e, 22e, 23e, 24e, 27e, 28e et 30e) deviennent bataillons alpins de chasseurs à pied (BACP)[15] puis, en 1916, « bataillons de chasseurs alpins » (BCA) ;
- trois régiments d'infanterie comprenant chacun quatre bataillons (les 157e, 158e et 159e régiments d'infanterie) ;
- le 4e régiment du génie ainsi que les 7e, 8e, 13e et 14e bataillons du génie ;
- les 2e et 19e régiments d'artillerie.

Il faut distinguer les chasseurs alpins organisés en bataillons (BCA), parfois regroupés en demi-brigades, et l'infanterie alpine, organisée en régiments (RIA). Les deux types d'unités se retrouvant au sein des mêmes divisions alpines.

### Commandants en chef de l'armée des Alpes (1889-1914)

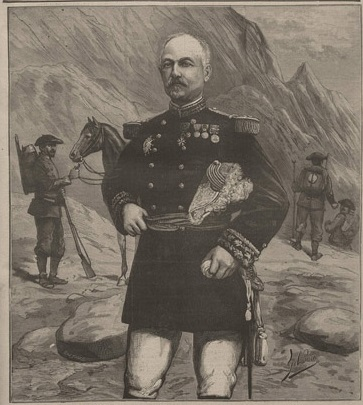
Le général Berge, premier commandant de l'armée des Alpes (1889-1893).

Le général Henri Berge, gouverneur militaire de Lyon, est le premier commandant en chef de l'armée des Alpes désigné. En poste de 1889 à 1893, il joue un rôle essentiel dans son organisation. Jusqu'à la Première Guerre mondiale, lui succèdent à ce poste les généraux Théophile Ferron (1893-1894), Félix Coiffé (1894-1898), Charles Zédé (1898-1902), Léon  Metzinger (1902-1905),  Joseph Gallieni (1906-avril 1914) et finalement Albert d'Amade (avril-août 1914).

### Une silhouette caractéristique
Alors que les régiments d'infanterie alpine portent l'uniforme de l'infanterie (pantalon garance et vareuse noire), les bataillons de chasseurs alpins portent la tenue bleue des bataillons de chasseurs à pied dont ils continuent à faire partie. Seule la coiffure, le béret de laine bleu foncé, est commune aux deux types d'unités. La célèbre « tarte » (béret large) est ornée du cor de chasse argent pour les BCA, alors que celles des RIA se distingue par la grenade de l'infanterie.

### Les Alpins innovent

#### L'introduction du ski
La doctrine d'emploi des RIA et des BCA est différente. Les RIA ont vocation à occuper des postes fixes, y compris en hiver alors que les BCA, plus mobiles, ont vocation à « nomadiser » au cours de la bonne saison pour améliorer leur connaissance du milieu et les itinéraires possibles d'une invasion italienne. Pour cela ils s'organisent en groupes alpins.
Dans les années 1890, l'infanterie alpine comprend :
- trois régiments de la brigade de Lyon :
  - le 157e RIA (ou 15/7, responsable de la défense de l'Ubaye),
  - le 158e RIA (ou 15/8, responsable de la défense de la Tarentaise et de la Maurienne),
  - le 159e RIA (ou 15/9, responsable de la défense du Briançonnais) ;
- et le 97e RIA de Chambéry.

### Première Guerre mondiale
L'armée des Alpes, surnommée « armée de Lyon » puis renommée « inspection du Sud-Est » le 3 août, est composée d'une partie des unités mobilisées (principalement des BCA et RIA) dans les 14e et 15e corps d'armée (ceux de Lyon et de Marseille). Elle est commandée par le général Albert d'Amade (d'où le surnom de « groupe d'Amade »), avec comme chef d'état-major le général de Vassart ; l'état-major est mobilisé à Lyon le 2 août, les unités autour de Chambéry, Lyon, Avignon, Antibes et Gap. Elle est dissoute le 17 août à la suite de la déclaration de neutralité de l'Italie et ses unités sont transférées vers le front du Nord-Est.
Les BCA combattent dès lors principalement au sein de trois divisions : les 46e, 47e et 66e divisions d'infanterie,  surnommées « divisions bleues », et les RIA au sein de la 77e division d'infanterie.

### Seconde Guerre mondiale

Insigne de la alpine.

Les unités des troupes de montagne qui ont participé au second conflit mondial ont été les suivantes :
- le corps expéditionnaire français en Scandinavie ;
- au cours de la bataille des Alpes en juin 1940, l'armée des Alpes repousse l'offensive italienne. En 1940, au début de la Seconde Guerre mondiale, la France compte au moins huit divisions d'infanterie (DI) type montagne. Chacune comprend en général deux régiments d'infanterie (RI ou RIA), une demi-brigade de chasseurs alpins à trois bataillons (DBCA), deux régiments d'artillerie (régiment d'artillerie de montagne (RAM), régiment d'artillerie lourde divisionnaire (RALD), régiment d'artillerie coloniale (RAC), régiment d'artillerie divisionnaire (RAD)...) et un groupe de reconnaissance de division d'infanterie (GRDI) ;

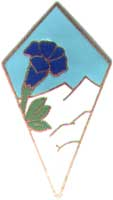
Insigne de la alpine.

- la 27e DI du général Doyen (7e CA, 8e armée) :
  - le 20e GRDI,
  - le 71e RI,
  - le 159e RIA,
  - la 7e DBCA (11e, 15e et 28e BCA),
  - le 58e RAD,
  - le 258e RALD ;

Insigne de la alpine.

- la 28e DI du général Lestien (réserve du Grand Quartier général) :
  - le 22e GRDI,
  - le 97e RIA,
  - le 99e RIA,
  - la 5e DBCA[a] (13e, 53e et 67e BCA),
  - la 25e DBCA (7e, 27e et 47e BCA),
  - le 2e RAM,
  - le 202e RALD ;
- la 29e DI du général Gérodias (réserve du Grand Quartier général) :
  - le 34e GRDI,
  - le 3e RIA,
  - le 112e RIA,
  - la 6e DBCA (24e, 25e et 65e BCA),
  - le 94e RAM,
  - le 294e RALD ;
- la 30e DI du général Duron (43e CA, 5e armée) :
  - le 26e GRDI,
  - le 49e RIA,
  - le 55e RIA,
  - la 22e DBCA (18e, 23e et 60e BCA),
  - le 42e RAC,
  - le 242e RALC ;
- la 31e DI du général Ihler (8e CA, 5e armée) : 
  - le 23e GRDI,
  - le 15e RIA,
  - le 81e RIA,
  - le 96e RIA,
  - le 56e RAD,
  - le 256e RALM ;

Insigne de la alpine.

- la 64e DI du général de Saint-Vincent (14e CA, armée des Alpes) :
  - le 55e GRDI,
  - le 299e RIA,
  - la 45e DBCA (87e, 93e et 107e BCA),
  - la 7e DBCA (11e, 15e et 28e BCA),
  - le 93e RAM,
  - le 293e RALD ;
- la 65e DI du général de Saint-Julien (15e CA, armée des Alpes) :
  - le 54e GRDI,
  - le 203e RIA,
  - la 42e DBCA (89e, 98e et 100e BCA),
  - la 46e DBCA, (102e, 104e et 105e BCA),
  - le 96e RAM,
  - le 296e RALD ;

- la 66e DI du général Boucher (14e CA, armée des Alpes) :
  - le 53e GRDI,
  - le 215e RI,
  - le 281e RI,
  - le 343e RI,
  - le 9e RAD,
  - le 209e RALD.

## Les unités alpines actuelles

### Brigade
- 27e brigade d'infanterie de montagne de Grenoble

### Régiments (RCh, RAM et RMAT)
- 93e régiment d'artillerie de montagne (Varces, périphérie de Grenoble).
- 4e régiment de chasseurs (Gap).
- 7e régiment du matériel[20] (Lyon et Varces), subordonné à la brigade de maintenance, régiment de soutien des formations militaires de la région Rhône-Alpes et notamment de la 27e BIM.
- 1re compagnie du régiment médical (RMED) de la Valbonne.
- 511e régiment du Train (511e RT) d'Auxonne.

### Bataillons de chasseurs alpins (BCA)
- 7e bataillon de chasseurs alpins (Varces, périphérie de Grenoble)
- 13e bataillon de chasseurs alpins (Barby, périphérie de Chambéry)
- 27e bataillon de chasseurs alpins (Annecy)
- 11e bataillon de chasseurs alpins (Barcelonnette) Dissous, devenu le Centre d'instruction et d'entraînement au combat en montagne et a pris le numéro de 24e bataillon de chasseurs alpins. Aujourd'hui on parle du CIECM 24e BCA. (CIECM dissous en 2009)
- 6e bataillon de chasseurs alpins (Gap) centre de formation initiale des militaires du rang (CFIM) de la 27e BIM.

## Traditions
- Signe distinctif : la tarte
- Saint patron et fête des troupes de montagne : saint Bernard et en conséquence à la Saint-Bernard

## Brevets militaires de compétence en montagne
Les brevets « montagne » sanctionnent la réussite d'une formation en été et en hiver ; ils comprennent :
- le brevet d'alpiniste et de skieur militaire (BASM) qui permet au soldat de montagne d'être autonome au sein d'un détachement été comme hiver. Il se compose du :
  - brevet de skieur militaire (BSM), formation d'une durée de 4 semaines,
  - brevet d'alpiniste militaire (BAM), formation d'une durée de 3 semaines ;
- le brevet de chef d'équipe haute montagne (BCEHM) ouvert après un an de détention du BASM, il permet au chef d'équipe de conduire une cordée en montagne sous les ordres d'un chef de détachement. Il se compose des brevets de :
  - chef d'équipe haute montagne été (CEHM été), formation d'une durée de 3 semaines,
  - chef d'équipe haute montagne hiver (CEHM hiver), formation d'une durée de 3 semaines ;
- le brevet de qualification des troupes de montagne (BQTM) uniquement pour les cadres, ce brevet sanctionne une formation poussée de chef de cordée dispensée à l'École militaire de haute montagne (EMHM). Ce brevet permet à ses titulaires de s'entrainer au sein d’une équipe qualifiée en l'absence de chef de détachement, on distingue :
  - la « qualification été », stage d'une durée de 4 semaines,
  - la « qualification hiver », stage d'une durée de 4 semaines ;
- les brevets de chef de détachement haute montagne (BCDHM, pour les sous-officiers), ou de chef d'unité de haute montagne (BCUHM, pour les officiers), ces brevets correspondent à la même formation. Ils permettent à leurs titulaires de conduire des détachements de leur niveau (un groupe pour un sergent, une compagnie pour un capitaine) de façon totalement autonome ; ils nécessitent :
  - un stage estival de 6 semaines à l'EMHM,
  - un stage hivernal de 6 semaines à l'EMHM ;
- le brevet « moniteur guide militaire » (MGM) pour les experts « montagne » de la brigade ; il nécessite :
  - un stage estival de 3 semaines à l'EMHM,
  - un stage hivernal de 3 semaines à l'EMHM ;
- le brevet supérieur de technicien de l'Armée de terre (BSTAT) « option montagne » ;
- le brevet de « guide de haute montagne » obtenu auprès d'instances civiles agréées.

Il existe également d'autres brevets et qualifications qui, sans être spécifiques aux troupes de montagne, ont été créés et développés au sein de l'École militaire de haute montagne (EMHM), notamment les brevets de pilotage de parapente aux nombre de trois (brevets A, B ou C) qui sanctionnent une progression du niveau de qualification. Exemple : le brevet C correspond aux vols solos toutes météos, tous sites ainsi que le vol de nuit.

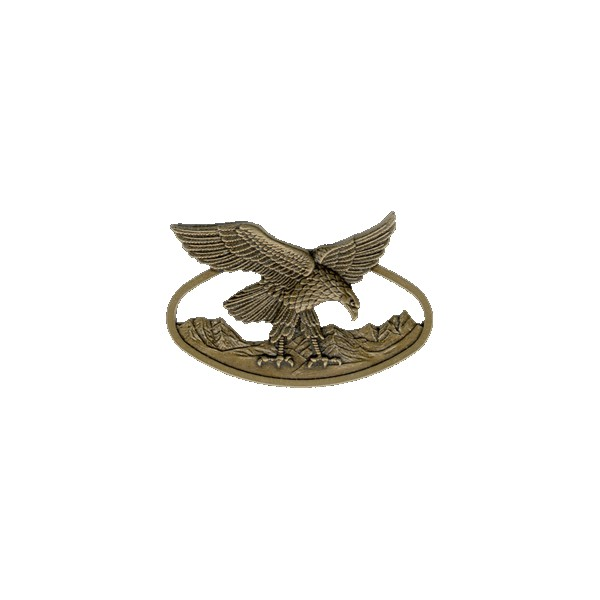
BAM (brevet d'alpiniste militaire) ou BSM (brevet de skieur militaire).
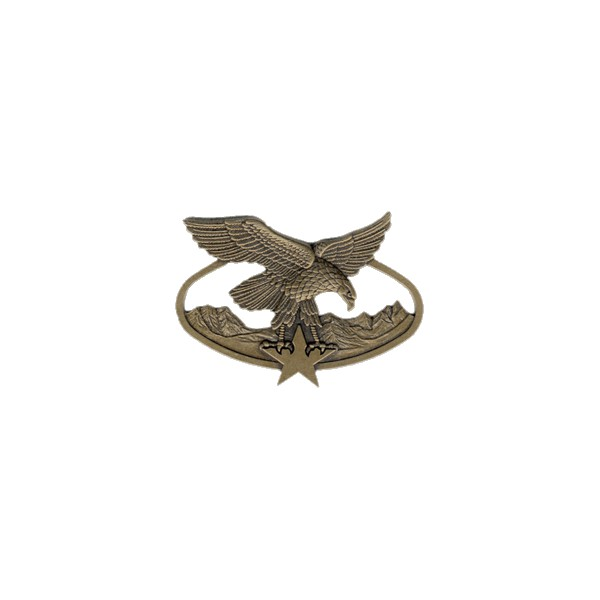
BASM (brevet d'alpiniste et de skieur militaire).
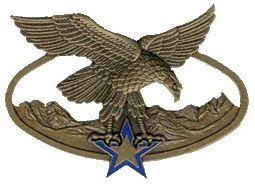
BCEHM (brevet de chef d'équipe haute montagne).
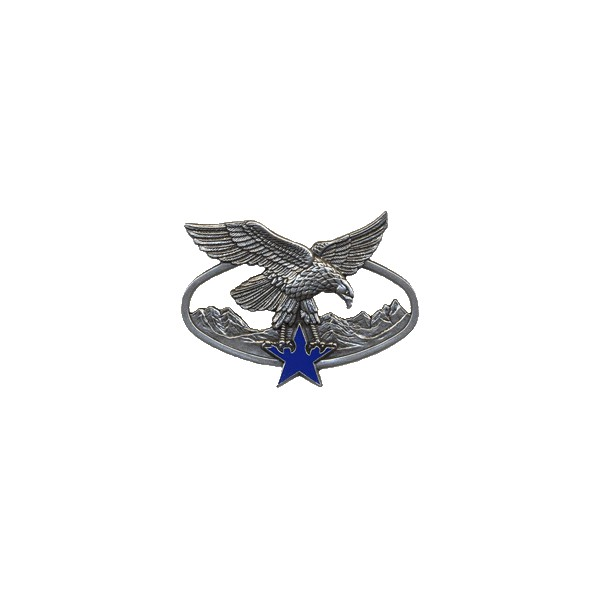
BCUHM (brevet de chef d'unité de haute montagne) ou BCDHM (brevet de chef de détachement de haute montagne).
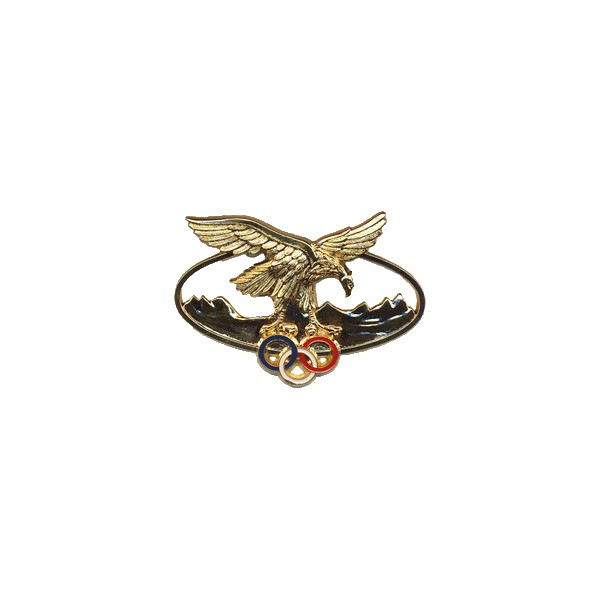
BCUHM ou BCDHM avec diplôme de guide de haute montagne ; BSTAT (option montagne et diplôme d’aspirant guide) ; BEES[Quoi ?] montagne